# Яхата
Яхата (яп. 八幡市, やはたし, яхата-сі) — колишнє місто в Японії, у північно-східній частині префектури Фукуока.
2 жовтня 1963 стало засновником нового міста Кітакюсю, шляхом об'єднання з сусідніми містами Модзі, Тобата, Кокура і Вакамацу.
Територія колишньої Яхати входить до складу районів Яхата-Нісі і Яхата-Нісі міста Кітакюсю.

## Короткі відомості
Яхата була портовим містом, що знаходилось на берегах протоки Канмон  у Внутрішньому Японському морі. Ця протока розділяла північ острова Кюсю від західної частини острова Хонсю. Впровдовж 8 — 19 століть територія Яхати була поділена між японськими провінціями Будзен і Тікудзен.
У 1876 році містечко Яхата стало частиною новоствореної префектури Фукуока, а в 1917 отримало статус міста.
В часи Японської імперії Яхата була центром  сталеливарної промисловості північно-кюсюського важкопромислового району. Її називали «залізним містечком».
У 1945 році, наприкінці Другої світової війни командування збройних сил США розглядало Яхату як кандидата для завдавання ядерного удару, але згодом відхилило цей план. Натомість 8 серпня того ж року авіація США здійснила масштабне  бомбардування містечка. Пожежі в Яхаті завадили американцям скинути бомбу на сусідню Кокуру.
У 1963 році Яхата стала одним із засновників міста Кітакюсю, увійшовши до його складу. 1 квітня того ж року це новостворене місто отримало статус міста державного значення, а колишня Яхата була перетворена на однойменний міський район. 1 квітня 1974 року він був розділений на два — північний Яхата-Нісі і південний Яхата-Хіґасі.